# ProMéxico

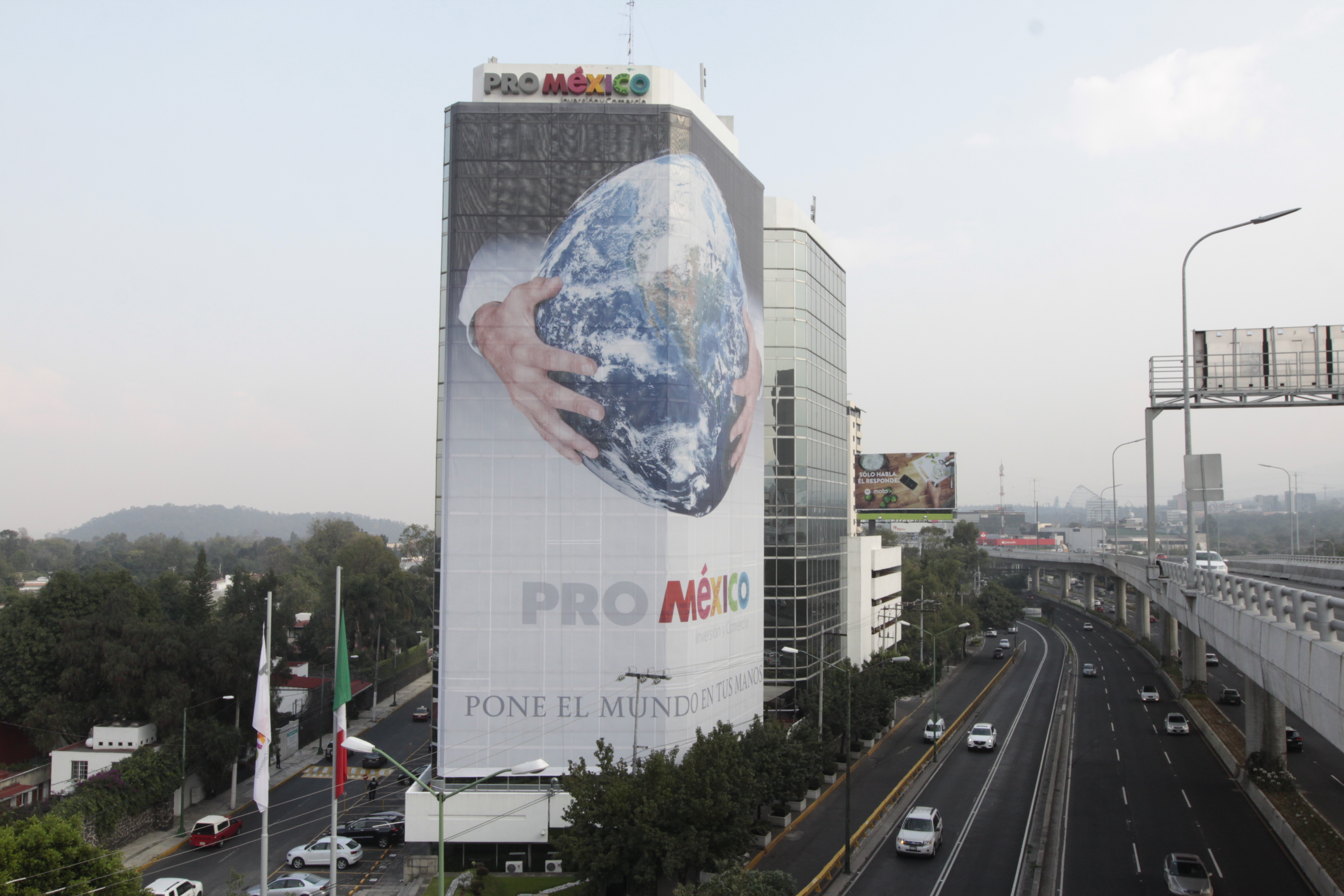
Oficinas centrales de ProMéxico

ProMéxico era un fideicomiso del Gobierno de México —sectorizado a la Secretaría de Economía— que promovía el comercio y la inversión internacional. ProMéxico impulsaba la participación activa del país en el panorama internacional y lo consolidaba como un destino atractivo, seguro y competitivo para la inversión extranjera; fomentaba la exportación de productos nacionales y apoyaba la internacionalización de las empresas mexicanas. También ofrecía asesoría especializada para impulsar las exportaciones de productos y servicios de manera que se incremente la presencia de negocios mexicanos en el extranjero, así como para orientar la atracción de flujos de Inversión Extranjera Directa (IED) al país.
ProMéxico contaba con una red de 48 oficinas ubicadas en 31 países con economías importantes, que concentran más de 70 % del producto interno bruto mundial. En el país disponía de 30 oficinas que ofrecen distintos servicios y apoyos al público.

## Historia
El 1 de junio de 2007 el entonces Presidente de México Felipe de Jesús Calderón Hinojosa —junto a distintos secretarios de Estado— firmó el decreto por el cual se ordenó la constitución de ProMéxico como un “fideicomiso público considerado entidad paraestatal”, con una duración prevista de cincuenta años, con derecho a revocar su durabilidad en cualquier momento con apego a las disposiciones aplicables.
Con la representación presidencial, Eduardo Sojo Garza Aldape —entonces titular de la Secretaría de Economía— inauguró la XXIV Convención Nacional del Comercio Detallista ANTAD 2007 y anunció la creación de ProMéxico, “comercio e inversión, que será la nueva ventana para abrir mercados, promover el comercio exterior y las inversiones”.

## Estructura
ProMéxico cuenta con la siguiente estructura orgánica operativa:
- Dirección general
- Unidad de administración y finanzas (UAF)
- Unidad de promoción de exportaciones (UPE)
- Unidad de apoyos y relaciones institucionales (UARI)
- Unidad de inteligencia de negocios (UIN)
- Unidad de promoción de inversiones y negocios internacionales (UPINI)
- Coordinación general de asesores (CGA)
- Coordinación general de asuntos jurídicos (CGAJ)
- Coordinación general de comunicación e imagen (CGCI)

### Directores generales
| Director general             | Periodo     |
| ---------------------------- | ----------- |
| Bruno Ferrari García de Alba | 2007 - 2010 |
| Carlos Guzmán Bofill         | 2010 - 2012 |
| Ernesto de Lucas Hopkins     | 2012 - 2013 |
| Francisco N. González Díaz   | 2013 - 2017 |
| Paulo Carreño King           | 2017 - 2018 |

## Servicios y apoyos[8]

### Servicios
- Agenda de negocios
- Asesoría especializada en México
- Ferias con pabellón nacional
- Promoción de oferta exportable
- Publicidad en medios
- Desarrollo de un proyecto en comercio exterior
- Representantes en negocios internacionales

### Apoyos
- Apoyo a representantes en negocios internacionales
- Bolsa de viaje
- Centros de distribución, exposición y centros de negocios en México y en el extranjero
- Consultoría para registro de marca internacional
- Asesoramiento técnico en procesos productivos o desarrollo de nuevos productos
- Diseño de campañas de imagen internacional de productos
- Diseño de envase, empaque, embalaje y etiquetado de productos de exportación
- Diseño de material promocional para la exportación
- Envío de muestras al exterior
- Estudio para la identificación y selección de nuevos proveedores
- Estudios de logística
- Estudios de mercado para identificar eslabones faltantes o con mínima presencia en las cadenas productivas
- Estudios de mercado y planes de negocios para la exportación o internacionalización
- Estudios para conformar consorcios de exportación u otros proyectos de asociatividad empresarial
- Implantación y certificación de normas y requisitos internacionales de exportación y de sistemas de gestión de proveeduría para exportadores
- Organización y realización de encuentros de negocios
- Participación individual en eventos internacionales
- Planeación y realización de actividades promocionales en el exterior
- Proyectos de capacitación en negocios internacionales

## Plataformas
ProMéxico ha desarrollado tres distintas plataformas de fomento a la inversión, la exportación y la internacionalización.

### ProMéxico Global
Es el evento de comercio e inversión de mayor importancia en México. Se llevará a cabo en ocho diferentes entidades de la República durante 2014. Está compuesto por conferencias magistrales, encuentros de negocios, paneles y talleres que tienen el propósito de impulsar y facilitar la exportación, la internacionalización de empresas mexicanas y la atracción de inversión extranjera directa. Además, en los espacios de exhibición en los que se realizará, estarán presentes representantes de las principales dependencias de gobierno, cámaras empresariales, organismos internacionales y universidades.

### Hecho en México B2B
Es una plataforma de promoción internacional para facilitar la compra-venta de productos y servicios mexicanos. Por medio de ella se ofrece información relevante sobre cómo exportar, los pasos necesarios para hacerlo, los apoyos y servicios que ProMéxico provee y los eventos nacionales e internacionales y las misiones de negocio más importantes para empresarios.

### Mapa de Inversión en México (MIM)
Espacio desarrollado para los evaluadores de proyectos de inversión de empresas globales donde se encuentran los factores que hacen de México una excelente alternativa de localización de operaciones. Ofrece información sobre la infraestructura y base productiva de México en un gran número de sectores económicos. Contiene una base de datos con información a nivel estatal.

## Participación en Exposiciones Mundiales
ProMéxico estuvo a cargo de las siguientes participaciones de México en Exposiciones Mundiales:
- Pabellón de México en la Expo 2008 Zaragoza

- Pabellón de México en la Expo 2010 Shanghái

- Pabellón de México en la Expo 2015 Milán